# ルンバ800シリーズ
ルンバ800シリーズ（英: Roomba 800 Series）は、iRobotが2013年11月12日に発表したロボット掃除機の製品群である。
「AeroForceクリーニングシステム」を搭載したことで、従来品より吸引力5倍、清掃性能も最大50％向上した。

## 機種

### 北米地域販売機種
- R860020, Roomba 860[4]
- R870020, Roomba 870[5]
- R880020, Roomba 880[6]
- R860020, Roomba 890[7]

### 日本国内販売機種
iRobotの代理店であるセールス・オンデマンドは、ルンバ800シリーズの日本での発売を2014年（平成26年）3月1日に発表した。iRobotの最高経営責任者 (CEO) であるコリン・アングルは、新製品の開発は日本のユーザーから出た要望を改善するところから始めたとしている。
- R870060, ルンバ870[9] - 2014年（平成26年）3月1日発売[9]。
- 871, ルンバ871[11]
- R875060, ルンバ875[12] - 2015年（平成27年）6月3日発売[12]。リチウムイオンバッテリーを搭載[13]。
- 87573, ルンバ875A[14] - 2016年（平成28年）11月18日発売[14]。Amazon.co.jp専売製品[15]。
- 87571, ルンバ875Lite[16] - 通信販売店専売製品[15]。
- ルンバ875J
- R876060, ルンバ876[17] - 2016年（平成28年）5月20日発売[17]。進入を避けたい場所への進入を防ぐことができる機器が付属[18]。
- 878, ルンバ878[19]
- R880060, ルンバ880[9] - 2014年（平成26年）3月1日発売[9]。
- R885060, ルンバ885[12] - 2015年（平成27年）6月3日発売[12]。リチウムイオンバッテリーを搭載[13]。
- ルンバ885J - [20]
- 890, ルンバ890[21] - 2017年（平成29年）8月24日発売[22]。Wi-Fi経由でスマートフォンから遠隔操作できる機能を搭載した[23]。
- 890_RF, ルンバ890_RF - リファービッシュ品（中古再生品）[24]
- ルンバ891[25] - Amazon.co.jp専売製品[26]。

### ポーランド国内販売機種
iRobotの代理店であるDLFは、ルンバ800シリーズのポーランドでの発売を2014年5月22日に発表した。
- 69294,Roomba 865[29]
- 68847,Roomba 870[30] - 2014年5月22日発表[28]。
- 69346,Roomba 876[31]
- 68848,Roomba 880[32] - 2014年5月22日発表[28]。
- 69340,Roomba 886[33]
- Roomba 891[34] - 2017年8月16日発表[35]。
- Roomba 895[34] - 2017年8月16日発表[35]。
- 69346,Roomba 896[36] - 2017年8月16日発表[35]。